# Latin American Wings
Latin American Wings (eigene Schreibweise: law) war eine chilenische Fluggesellschaft mit Sitz in Santiago de Chile und Basis auf dem Flughafen Santiago de Chile.

## Geschichte
LAW wurde 2015 von einer Gruppe von Juristen und Piloten gegründet und begann im folgenden Jahr mit dem Linienflugbetrieb. Der Erstflug am 27. Januar 2016 führte von Santiago de Chile nach Punta Cana.
In der Folge wurden vor allem nationale Ziele wie Concepción und Puerto Montt sowie kontinentale Ziele wie Lima angeflogen.
Am 5. Januar 2018 gab die Fluggesellschaft bekannt, ihr Angebot an nationalen Flügen zu beenden und sich auf internationale und interkontinentale Strecken zu konzentrieren. Grund dafür seien aktuelle Marktveränderungen. Am 10. März 2018 wurden dann bis auf weiteres sämtliche Flüge eingestellt und Untersuchungen eingeleitet, scheinbar wurde die Flotte ab November 2017 ohne Versicherung betrieben, genauso wenig wie eine Wartung der Flotte nachgewiesen werden konnte. Ersatzteile ließen sich nicht zurückverfolgen und ein Flug erfolgte ohne die dafür notwendige Musterberechtigung eines Piloten.

## Flugziele
Mit Stand Januar 2018 bediente Latin American Wings folgende Flugziele:
| Staat                   | Stadt             | Flughafen                                               | Anmerkungen |
| ----------------------- | ----------------- | ------------------------------------------------------- | ----------- |
| Argentinien             | Mendoza           | Aeropuerto Internacional El Plumerillo                  |             |
| Chile                   | Santiago de Chile | Aeropuerto Internacional Comodoro Arturo Merino Benítez | Basis       |
| Dominikanische Republik | Punta Cana        | Aeropuerto Internacional de Punta Cana                  |             |
| Haiti                   | Port-au-Prince    | Aéroport international Toussaint Louverture             |             |
| Peru                    | Lima              | Aeropuerto Internacional Jorge Chávez                   |             |
| Vereinigte Staaten      | Miami             | Miami International Airport                             |             |
| Venezuela               | Caracas           | Aeropuerto Internacional de Maiquetía Simón Bolívar     |             |

## Flotte
Mit Stand Januar 2018 bestand die Flotte der Latin American Wings aus 6 Flugzeugen mit einem Durchschnittsalter von 23,0 Jahren:
| Flugzeugtyp    | Anzahl | bestellt | Sitzplätze |
| -------------- | ------ | -------- | ---------- |
| Boeing 737-300 | 6      |          | 148        |
| Gesamt         | 6      |          |            |